# Денниця (міфологія)
Денни́ця (Зірниця) — в слов'янській міфології — ранішня зоря, що запалює сонячний світильник; мати, донька чи сестра сонця, кохана місяця, до якого її ревнує Сонце. Разом з іншими Зорями — божественними дівами — Денниця прислуговує Сонцю і дивиться за його білими кіньми. 
У сербській пісні вранці вставала діва і Денницю вірну молила:
|  | О Деннице, о сестрице! Подай мені світлості твоєї Для моєї молодості |

## У християнстві
За християнськими уявленнями, Денниця — ранішня   зоря,   її   ім'я   латиною — Люцифер (світлоносний), на згадку про падшого архангела, який перед тим був найзавзятішим прославителем Бога 
У церковнослов'янських та синодальному перекладах Біблії ( Іс.  14:12 ) слово «денниця», як синонім ранкової зірки , зустрічається лише одного разу і відноситься до царя Вавилонського , з метою показати його славу і блиск, подібні до сяйва ранкової зірки. У біблійному тексті пророк Ісая (VII століття до н. е.) вигукує: « як упав ти з неба, денниця , син зорі, розбився об землю, що зневажав народи ». Однак ранньохристиянський тлумач Тертуліан (III століття) і деякі інші вважали, що дана фраза відносилася до падіння з неба сатани.